# 발터 샤흐너
발터 "쇼코" 샤흐너(독일어: Walter "Schoko" Schachner, 1957년 2월 1일, 슈타이어마르크 주 레오벤 ~)는 오스트리아의 축구 감독이자 전 선수로, 현역 시절 공격수로 활약했다. 그는 오스트리아 국가대표팀 경기에 64번 출전해 23골을 기록했다.
그는 유년 시절에 경기날마다 초콜릿을 가져왔기에 "쇼코"(schoko)라는 별명이 붙었다. 그는 이탈리아 무대에서 가장 성공한 오스트리아 선수였는데, 7년 동안 4개 구단에서 활약했다.

## 클럽 경력
샤흐너는 오스트리아 레오벤 출신이다. 역마살이었던 그는 고향 알펜 도나비츠에서 1975-76 시즌에 18세의 나이로 프로 무대 신고식을 치렀고, 1년 반 만에 국가대표팀에서 한자리를 맡게 되었다. 그는 빈 연고의 아우스트리아 빈에서 붙박이 주전으로 활약했지만, 이탈리아로 건너가 1981년부터 1988년까지 체세나(58경기 출전, 17골), 토리노(85경기 출전, 18골), 그리고 아벨리노(48경기 출전, 13골)를 거치며 해외 무대에서 7년을 활약했다.

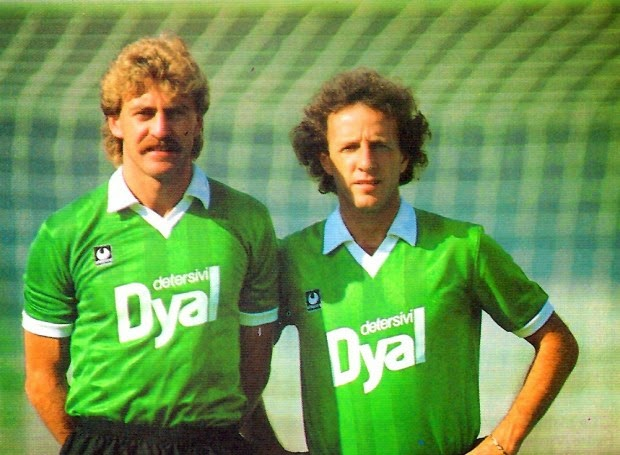
1986-87 시즌, 아벨리노의 샤흐너와 지르세우

1981년, 체세나가 세리에 A로 승격되면서, 극성 지지단은 오스트리아 공격수에 헌정하며 명칭을 "흑백 특공대"(독일어: Weisschwarz)로 개칭했다. 그는 1988년에 오스트리아 무대로 복귀해, 주로 2부 리그 무대에서 자주 이적을 감행했고, 아인트라흐트 벨스에서 41세의 나이로 축구화를 벗었다.

## 국가대표팀 경력
샤흐너는 1976년에 몰타와의 1976년 월드컵 예선전에서 오스트리아 국가대표팀 첫 경기를 치렀고, 1978년과 1982년 월드컵에 참가했다. 그는 국가대표팀 경기에 총 64번 출전해 23골을 기록했다. 그의 마지막 국가대표팀 경기는 1994년 8월에 열린 러시아와의 친선경기로, 그는 하랄트 체르니와 교체되어 4년 만의 국가대표팀 경기이자 자신의 헌정 경기를 치렀다.
1978년 6월 21일, 아르헨티나 월드컵에서, 그는 오스트리아와 전 대회 우승국 서독 간의 경기에서 오스트리아 선발 명단에 이름을 올렸고, 3-2 승리를 거두어 서독의 즉시 탈락을 이끌어냈는데, 역사적인 이 경기는 "코르도바의 기적"으로 회자된다. 이후, 그는 1982년 서독과의 경기에서 오스트리아가 0-1로 패한 "히혼의 수치" 경기에도 출전했는데, 그만큼은 최선을 다해 득점 기회를 창출하며 경기를 치렀다.

## 감독 경력
샤흐너는 1999-2000 시즌에 첼트베크에서 지도자의 길에 들었고, 4부 리그의 구단을 시즌 끝에 3부 리그로 승격시켰다.
2000-01 시즌과 2001-02 시즌에는 에르슈테 리가의 케른텐을 지도했다. 그의 임기 1년차에 케른텐은 오스트리아 분데스리가 승격을 이룩했고, 같은 해 컵대회 우승도 거두었고, 2년차에는 슈퍼컵도 들어올렸다.
2002-03 시즌을 앞두고 샤흐너는 오스트리아 분데스리가의 아우스트리아 빈으로 이적했지만, 시즌을 좋게 시작하고도 2002년 10월에 크리스토프 다움에게 그의 자리를 내주었다. 해임 시기에 그가 이끄던 구단은 2위 구단과 승점 7점 차이였고, 우크라이나 리그를 우승한 샤흐타르 도네츠크와의 UEFA컵 경기에서 5-2로 이겼었다.
해임 며칠 후, 그는 그라처 감독으로 취임했는데, 오스트리아 분데스리가 준우승으로 시즌을 마감했다. 그라처는 아우스트리아 빈에 밀려 준우승을 거두었다. 2003-04 시즌, 샤흐너는 그라처를 이끌고 사상 처음이자 2024년 기준으로 마지막 리그 우승을 거두었다. 같은 해 ÖFB 컵도 석권했다. 2004-05 시즌, 그라처는 오스트리아 분데스리가 준우승을 거두었고, 2004-05 시즌에는 챔피언스리그 3차 예선전에서 라파엘 베니테스 감독이 취임했으며 나중에 우승을 차지하는 리버풀을 상대했다. 그라처는 안필드에서 열린 1차전을 1-0으로 이겼지만, 안방에서 0-2로 패했다. 2006년 1월, 그는 표면상 구단 재정 문제로 그라처 감독직에서 해임되었지만, 실제로는 그가 다수 구단과 협상중이었던 것으로 밝혀졌다.
샤흐너는 2. 분데스리가의 1860 뮌헨에 입단해 1경기만을 남겨놓고 강등을 간신히 피했다. 구단은 암흑기를 지내고 있었고, 재정 문제로 허덕였다. 2007년 3월 9일, 그와 1860 뮌헨 구단은 그 해 6월 30일에 2006-07 시즌을 끝으로 결별하기로 합의를 보았다. 그의 후임으로 마르코 쿠르츠가 취임했다.
샤흐너는 2007년 4월에 아우스트리아 케른텐과 계약했다. 그러나, 그는 신생 구단에서 원하는 목표를 이루지 못해 그 해 12월에 해고장을 받았다.
2008년 8월, 샤흐너는 하인츠 파이슐의 후임으로 에르슈테 리가의 아드미라 바커 뫼들링의 감독이 되었는데, 이 구단은 직전 시즌에 막판 5번의 경기에서 승점 1점을 거두는 데 그쳐 최하위로 강등되었었다. 샤흐너의 지도 하에, 소속 구단은 2008-09 시즌을 3위로 마감했다. 또한, 아드미라 바커 뫼들링은 13년 만에 국내 컵대회 결승전을 밟았지만, 아우스트리아 빈에게 1-3으로 패했다. 그는 2009-10 시즌에도 아드미라 바커 뫼들링 감독으로 시작했지만, 2010년 4월 26일에 유소년부 감독에게 자리를 인수했는데, 당시 구단은 3위로 선두와 승점 3점 차이로, 6경기 전부터 시즌 말까지 승격권과의 차이를 좁히는데 난항을 겪었다.

## 수상

### 선수
아우스트리아 빈
- 오스트리아 분데스리가: 1978–79, 1979–80, 1980–81
- ÖFB 컵: 1979–80

개인
- 오스트리아 분데스리가 득점왕: 1978–79, 1979–80[21]
- 코파 이탈리아 득점왕: 1983–84(8골)[22]

### 감독
그라처
- 오스트리아 분데스리가: 2003–04
- ÖFB 컵: 2003–04
- ÖFB 슈퍼컵: 2001